# The 25th Hour
The 25th Hour es el quinto álbum en estudio de la majestuosa banda power metal Italiana, Vision Divine. El lanzamiento del disco fue el 25 de junio con una gran aceptación entre los fanáticos. Es un disco conceptual que continúa la historia del disco Stream of Consciousness y que trata temas sobre la locura y la sanidad.

## Temas
1. My Angel Died
2. The 25th Hour
3. Out of a Distant Night (Voices)
4. Alpha & Omega
5. Eyes of a Child
6. The Daemon you Hide
7. Waiting for the Dawn
8. Essence of Time
9. A Perfect Suicide
10. Heaven Calling
11. Ascension
12. Another Day (cover de Dream Theater) Bonus track solo para Japón

## Créditos
- Olaf Thorsen - Guitarra
- Michele Luppi - Vocalista
- Cristiano Bertocchi - Bajo
- Federico Puleri - Guitarra
- Alessio "Tom" Lucatti - Teclados
- Alessandro "Bix" Bissa - Batería